# Bonifratrzy

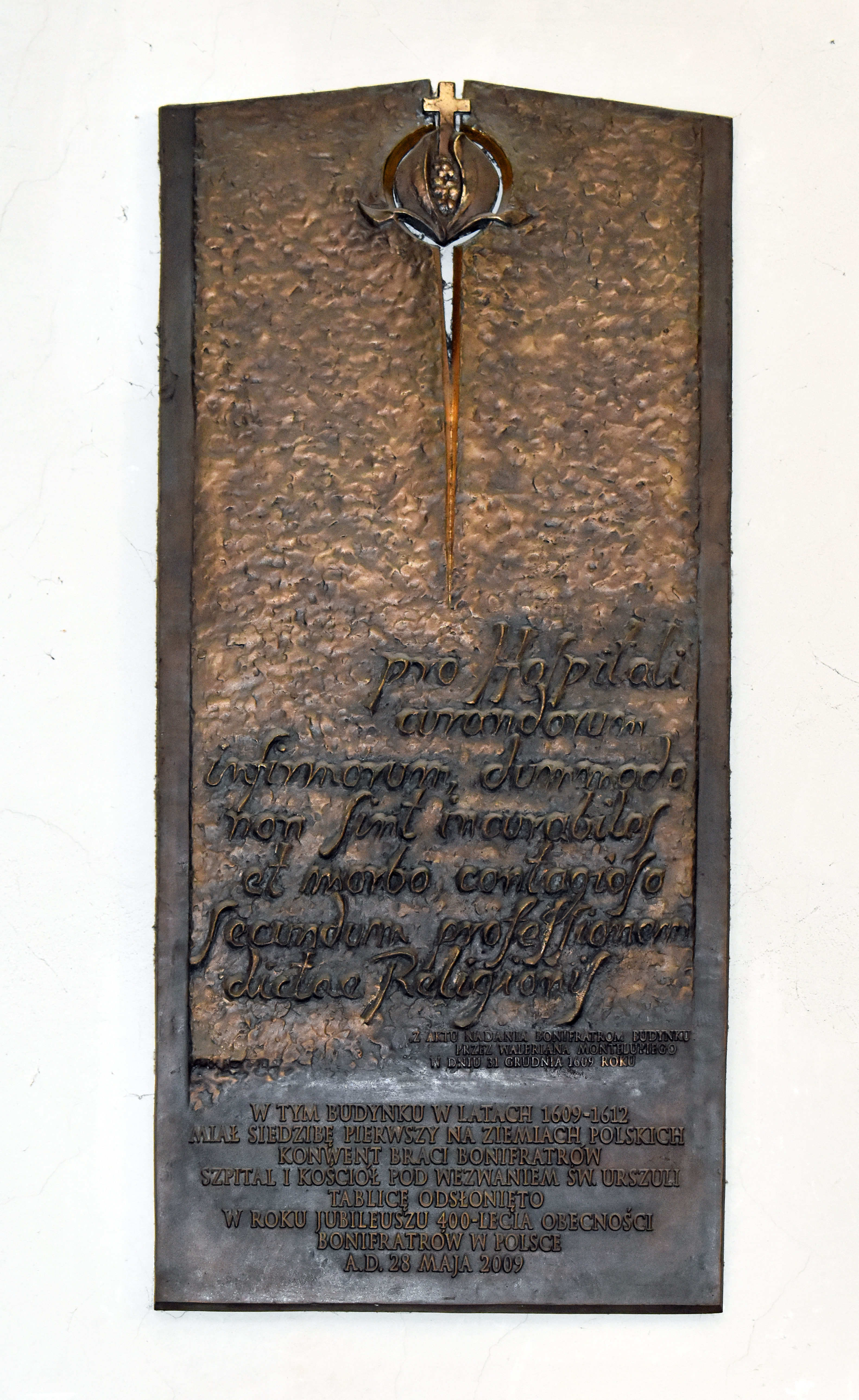
Tablica upamiętniająca 400 lat pobytu bonifratrów w Polsce. W miejscu gdzie znajdował się ich pierwszy kościół, klasztor i szpital. Kraków ul. św. Jana 22.

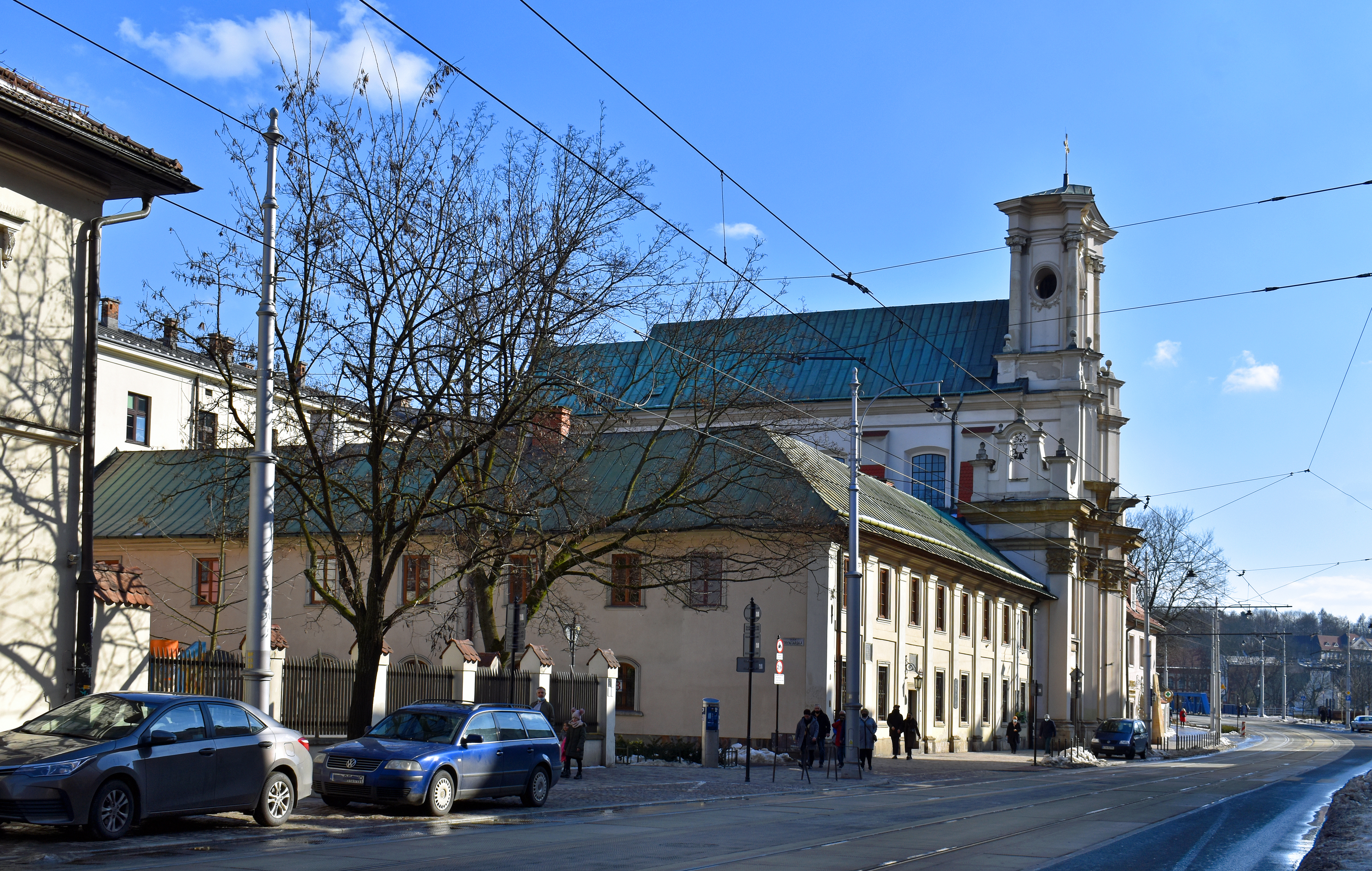
Stary szpital i klasztor bonifratrów oraz kościół Świętej Trójcy,
Kraków ul. Krakowska 48.

Bonifratrzy, łac. fratres misericordiae b. Joannis de Deo (łac. bonus frater – dobry brat) – katolicki zakon szpitalny założony (początkowo jako wspólnota świecka) w 1540 roku w Hiszpanii przez św. Jana Bożego w celu opieki nad chorymi. W 1572 zatwierdzony przez papieża Piusa V.
Reguły zakonu wzorowano na regule św. Augustyna. Od 1586 członkowie zakonu składają dodatkowy ślub: troski o chorych, zwany ślubem szpitalnictwa.

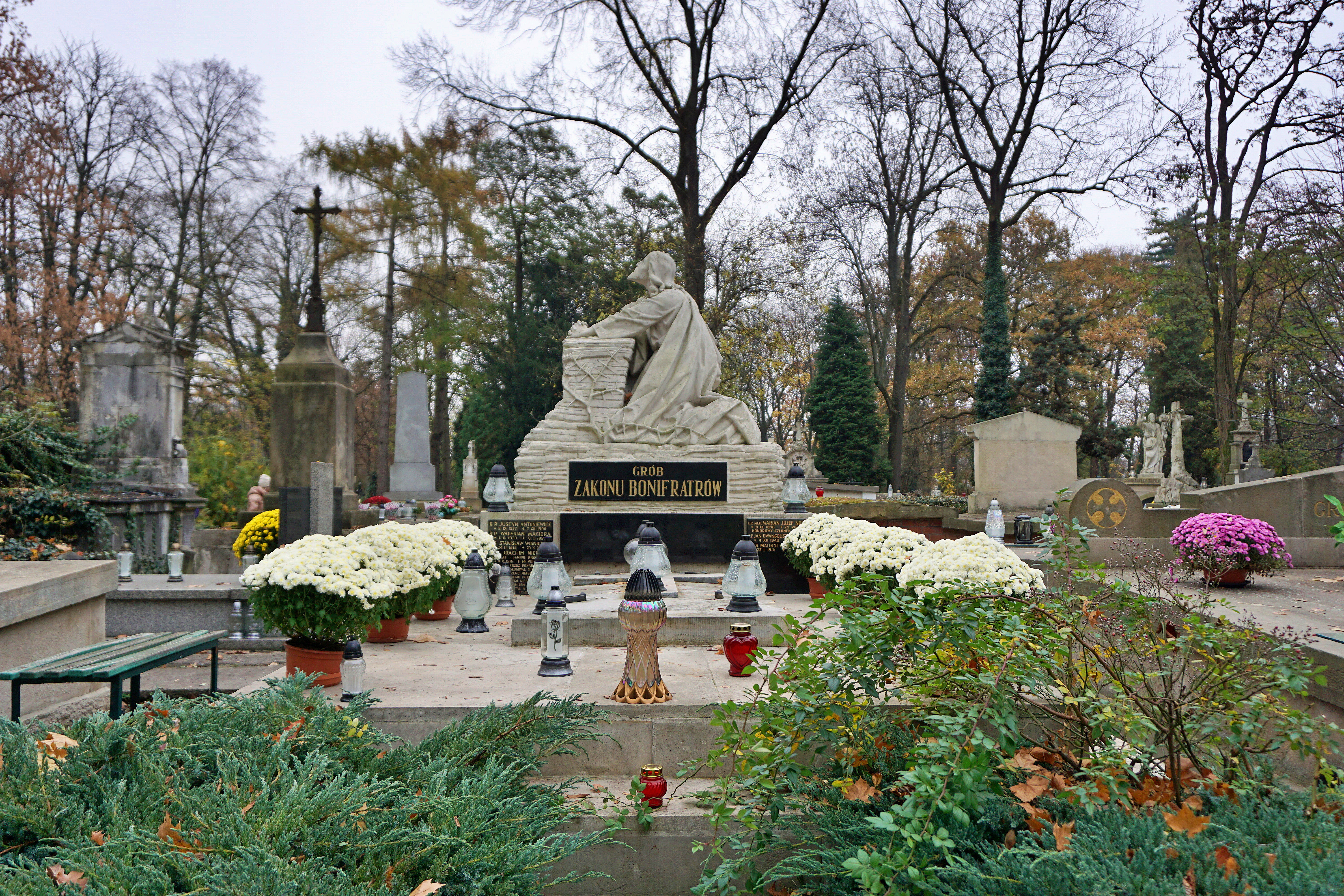
Grobowiec Bonifratrów na Cmentarzu Rakowickim

Jako zakon szpitalny specjalizują się w ziołolecznictwie. Ponadto prowadzą własne szpitale, apteki, przychodnie podstawowej opieki zdrowotnej, poradnie ziołolecznictwa oraz opiekują się chorymi psychicznie. 
Największe straty osobowe zakon poniósł w czasie wojny domowej w Hiszpanii, kiedy to z rąk organizacji lewicowych zginęło 98 bonifratrów. 71 z nich beatyfikował w 1992 r. papież Jan Paweł II. 

## Historia zakonu bonifratrów w Polsce
Zakon Braci Miłosierdzia sprowadzony został do Polski w 1609 r. Krakowski kupiec Valerian Montelupi zapisał braciom kamienicę u zbiegu ulic św. Jana i Marka, w której znalazły się pomieszczenia konwentu, szpital na 12 łóżek i kościół pod wezwaniem św. Urszuli. Pierwszym przeorem został Melchior Bonawentura. W 1615 r. biskup krakowski Piotr Tylicki zatwierdził krakowski konwent jako macierzysty dla polskich Braci Miłosierdzia.
Poświęcenie się pielęgnowaniu chorych, biegłość w sztuce medycznej i stosowanie nowoczesnych metod leczenia szybko zyskały zakonowi popularność i liczne powołania. Biskupi-magnaci i zamożna szlachta fundowali im klasztory i szpitale i czynili na ich rzecz hojne zapisy. Wśród fundatorów i protektorów zakonu znalazło się wiele znaczących osób, które przyczyniły się do powstania nowych wspólnot. Mikołaj Zebrzydowski, marszałek wielki koronny, sprowadził bonifratrów do Zebrzydowic (1611), biskup Abraham Woyna – do Wilna (1635), biskup Tomasz Ujejski – do Warszawy (1649), wojewoda krakowski Stanisław Lubomirski – do Podegrodzia na Spiszu (1650), król Jan III Sobieski – do Lwowa (1659).
Bonifratrzy nieśli pomoc nie tylko ludności cywilnej, ale także żołnierzom na polach walk. Byli obecni m.in. podczas wyprawy wiedeńskiej króla Jana III Sobieskiego oraz innych bitew toczonych na ziemiach polskich w tych czasach.
W ciągu wieków XVII i XVIII na terenie Rzeczypospolitej Obojga Narodów powstało 18 klasztorów i szpitali, z których już w 1633 roku utworzona została prowincja polsko-litewska pod wezwaniem Zwiastowania Najświętszej Marii Panny z własnym prowincjałem. Z polskich konwentów wywodziło się wielu wybitnych prowincjałów, jak np. Iluminat Chudziński – pierwszy Polak pełniący tę funkcję, a także znakomici lekarze, z których największą sławę zyskał sobie brat Ludwik Perzyna, autor licznych dzieł z zakresu anatomii, położnictwa, chirurgii, higieny oraz oświaty medycznej.
Kres rozwojowi działalności bonifratrów położyły rozbiory Polski. Kasata wielu klasztorów doprowadziła do likwidacji prowincji polsko-litewskiej. Utrzymały się jedynie konwenty w Krakowie, Zebrzydowicach i Cieszynie, które weszły w skład prowincji czesko-austriackiej. Po odzyskaniu przez Polskę niepodległości w 1918 roku dały one początek odradzaniu się zakonu bonifratrów.

### XX-lecie międzywojenne
3 kwietnia 1922 roku Kuria Generalna Zakonu w Rzymie wydała dekret o restytuowaniu prowincji polskiej, której prowincjałem został ojciec Jacek Misiak. O ile wcześniej liczyła ona kilkanaście klasztorów, w 1922 w jej skład weszło pięć: dwa w Małopolsce: Kraków i Zebrzydowice, dwa na Śląsku: Cieszyn i Bogucice oraz jeden w poznańskim: Marysin. Kapituła Prowincji zebrała się w czerwcu 1922 roku w Krakowie. Potwierdzono wybór o. Jacka Misiaka, pełniącego wcześniej funkcję Delegata Prowincji dla Polski i równocześnie przeora krakowskiego klasztoru. Na jego miejsce przeorem wybrano o. Eustachego Mikołajewskiego. Podczas obrad ustalono, że siedzibą prowincjała będzie Kraków, tu też postanowiono ulokować nowicjat.  
W okresie międzywojennym bonifratrzy odbudowywali i modernizowali odzyskane szpitale, uruchamiali bezpłatne ambulatoria dla ubogiej ludności, organizowali kursy pielęgniarskie dla braci. W 1925 r. założyli nową placówkę w Łodzi, rozpoczynając budową szpitala. Budowę tę przerwał wybuch II wojny światowej. 

### II wojna światowa
W czasie niemieckiej okupacji bonifratrzy zmuszeni byli opuścić większość swoich szpitali. Pod ich zarządem pozostał jedynie szpital krakowski, gdzie leczyła się ludność polska z całego Generalnego Gubernatorstwa i gdzie zatrudnieni byli wyłącznie polscy lekarze. Zarówno w Krakowie, jak i wszędzie tam, gdzie udało im się pozostać, bonifratrzy służyli pomocą medyczną, udzielali schronienia poszukiwanym przez gestapo, pomagali działaczom organizacji podziemnych i oddziałom partyzanckim.

### Okres powojenny
W ciągu 45-letniego okresu PRL doszło do niemal całkowitego załamania się działalności bonifratrów. Ich szpitale zostały upaństwowione, a sami bracia odsunięci od posługi chorym.  Zajmowali się jednak w dalszym ciągu ziołolecznictwem, prowadząc poradnie i apteki. Najbardziej znaną aptekę ziołoleczniczą utworzyli bonifratrzy z Wilna, przesiedleni w 1945 r. do Łodzi. Zakon mógł też prowadzić Dom Pomocy dla Mężczyzn z Niedorozwojem Umysłowym, który powstał w jego klasztorze w Konarach.
Po upadku komunizmu zakon powraca do swej działalności szpitalnej. W 1997 roku doszło do odzyskania przez bonifratrów krakowskiego szpitala, a następnie w 2000 r. szpitala łódzkiego. Szpital w Marysinie został odzyskany w 2001 r., jednak z powodu złego stanu pomieszczeń musiał być przez długi czas remontowany. W 2006 r. został uruchomiony jako szpital rehabilitacyjny. Trzy lata później udało się odzyskać kolejny szpital bezprawnie uwłaszczony przez komunistyczne władze. Jest to Szpital Zakonu Bonifratrów pw. Aniołów Stróżów w Katowicach, który od 1 kwietnia 2009 r. powrócił pod zarząd braci bonifratrów.
W 1993 r. dzięki staraniom o. Ludwika Sokoła i br. Eugeniusza Kreta oddano do użytku nowe skrzydło Domu Pomocy Społecznej w Konarach, co bardzo poprawiło warunki lokalowe pensjonariuszy. W 2000 r. otwarto tam także Centrum Warsztatowo-Rehabilitacyjne wraz ze Stacją Opieki Socjalnej. W 2013 roku powołano Bonifraterską Fundację Dobroczynną, która przejęła prowadzenie: Warsztatu Terapii Zajęciowej, Środowiskowego Domu Samopomocy, Domu Pomocy Społecznej i Zakładu Aktywności Zawodowej. W 2020 r. zakon na terenie klasztoru w Prudniku utworzył warsztaty terapii zajęciowej dla osób niepełnosprawnych.  
W dniach od 15 października do 7 listopada 2024 r. odbyła się 70 Kapituła Generalna Zakonu Szpitalnego św. Jana Bożego. Było to wydarzenie wyjątkowe, ponieważ po raz pierwszy w historii Zakonu miało miejsce w Polsce, a jego gospodarzem była Częstochowa. 
W ramach obchodów Kapituły Generał Zakonu, brat Jesus Etayo Arrondo OH, doceniając zasługi w szerzeniu misji św. Jana Bożego, uhonorował Damiana Stępnia, katowickiego radnego, włączając go w poczet członków honorowych wspólnoty zakonnej.
Za rok 2014 zakon nagrodzony został Europejską Nagrodą Obywatelską.